# Borstige Dolchwespe

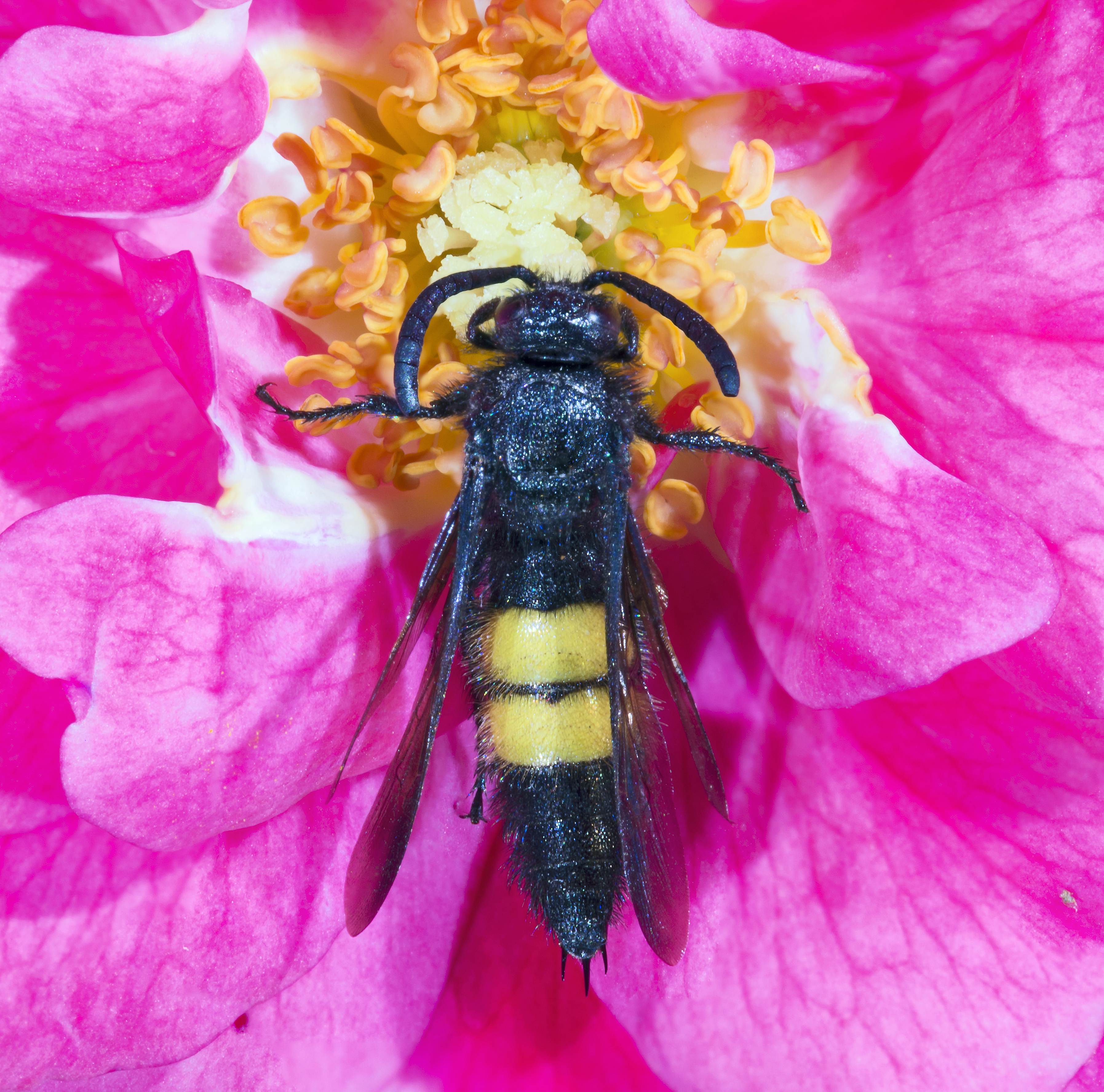
Männliches Exemplar

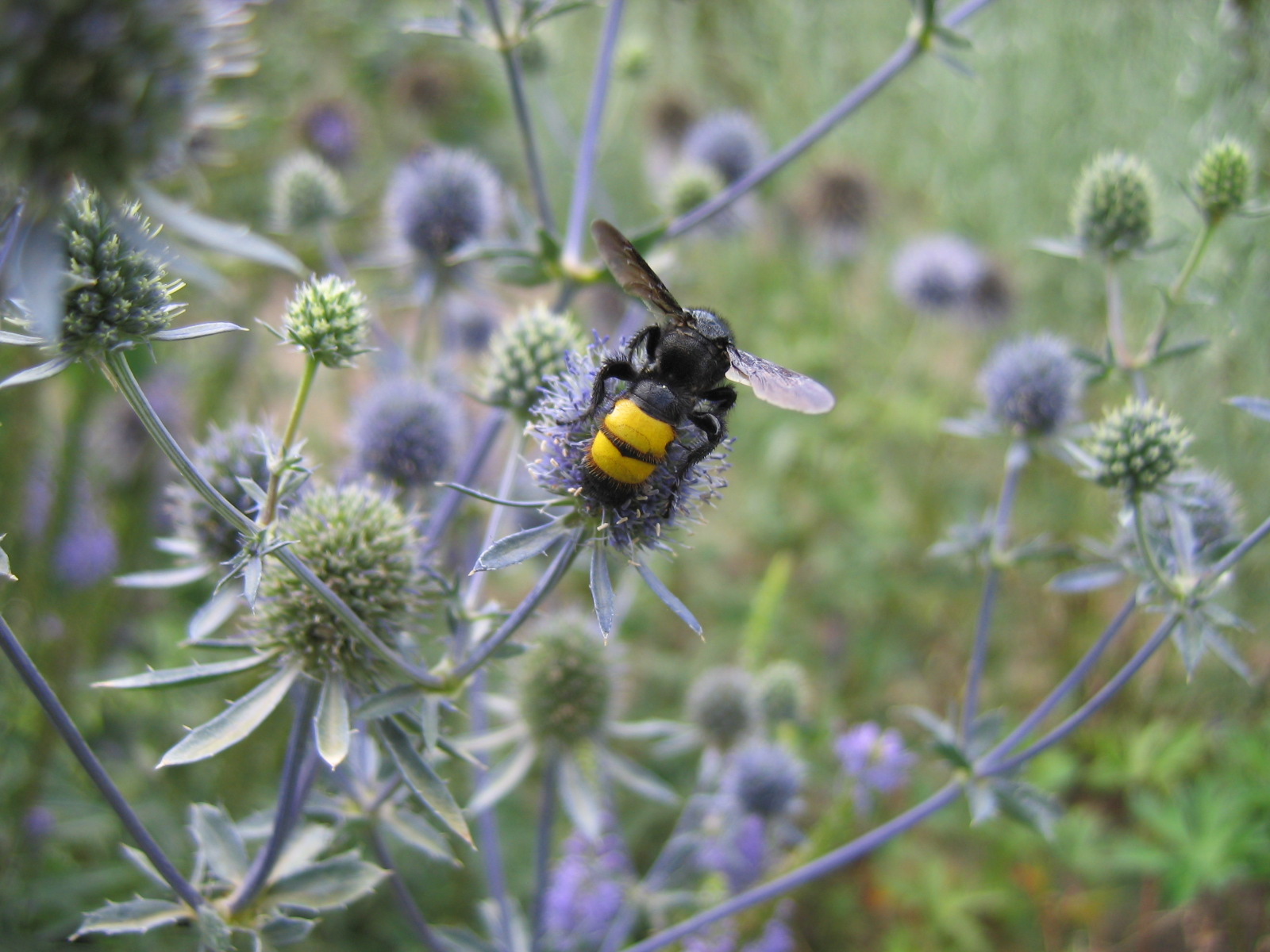

Die Borstige Dolchwespe (Scolia hirta) ist ein Hautflügler aus der Familie der Dolchwespen (Scoliidae). Die Art ist in Deutschland sehr selten und als vom Aussterben bedroht eingestuft. Erst in jüngerer Zeit, wohl durch klimatische Veränderungen begünstigt, findet eine leichte Erholung der Populationen in den östlichen deutschen Bundesländern statt.

## Merkmale
Die Tiere erreichen eine Körperlänge von 16 bis 22 Millimetern. Sie haben eine glänzend schwarze Körperfärbung und tragen auf dem zweiten und dritten, manchmal auch auf dem vierten Hinterleibssegment breite gelbe Binden. Ihre Flügel sind schwarzbraun getönt.
Sie kann mit der ähnlichen Scolia sexmaculata verwechselt werden, die etwas kleiner ist und auf dem dritten und vierten, manchmal auch auf dem fünften Hinterleibssegment mittig getrennte gelbe Binden trägt.

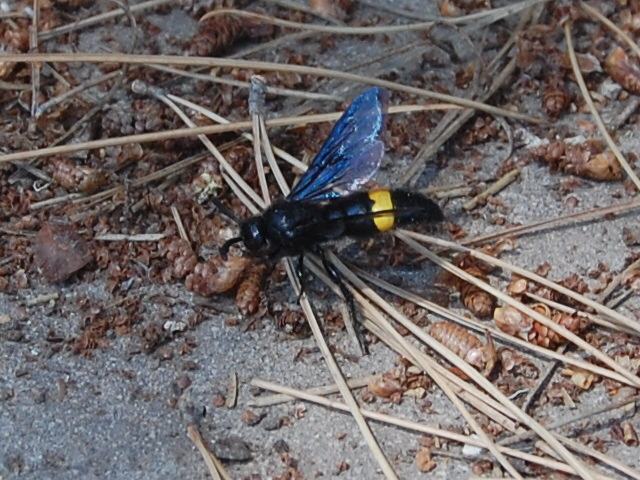
Scolia hirta unifasciata

## Vorkommen
Die Art ist im Mittelmeerraum häufig, weiter nördlich, im südlichen Mitteleuropa sind sie selten. Sie leben an heißen, bevorzugt sandigen Standorten mit nur karger Vegetation. Die Flugzeit ist von Juli bis September.

## Lebensweise
Die Wespen sind Blütenbesucher und bevorzugen blaue Blüten. Die Larven hingegen leben wie alle Vertreter der Dolchwespen parasitisch an Engerlingen von Blatthornkäfern, zu denen sich das Weibchen mit seinen stark bedornten Vorderbeinen mühelos durchgräbt, wobei vor allem Käfer der Gattungen Anomala und Potosia parasitiert werden. Das Auffinden der Käferlarven erfolgt dabei mit Hilfe des ausgezeichneten Geruchssinns.
Nach dem Aufspüren wird der Wirt mit einem Stich gelähmt und anschließend ein Ei darauf abgelegt. Die frisch geschlüpfte Larve saugt zu Beginn nur an der Haut des Engerlings; im Laufe der Entwicklung wird dieser jedoch völlig leergefressen.